# Takanna
Takana est un village kabyle de la commune algérienne d'Aït Yahia, daïra d'Aïn El Hammam, dans la wilaya de Tizi-Ouzou en Kabylie.

## Géographie
Takana est un village niché sur un rocher à l'extrémité nord-est du territoire de At Yahia. Limité par les villages Tagounits à l'ouest, Koukou au sud, le village Iguer-guedmimen (Iger-n-Yedmimen) de la commune Imsouhal à l'est et tasift n uzaghar (tasift n tkanna) au nord.
Pour accéder au village Takana, il faut emprunter le CW (route départementale) qui prend naissance depuis la RN 71, qui relie Azazga et Ain El Hammam, au lieu-dit Aâerqub-mrabed au village Tagounits non loin des ruines de Laazib-lqayed (ferme coloniale appartenant au Caïd de lâarch At Yahia dit Sid At Aεbeslam (Cid Abdesselam) du village Ait Hichem).

## Toponymie
Takana signifie soupente en kabyle (réduit en planches pratiqué dans la hauteur d'une écurie).

## Population
Le village Takana est entièrement peuplé d'Imravden correspondant au Marabout de Kabylie
Selon le recensement de la population et de l'habitat de 2008, Takana compte environ 1 000 habitants.